# Калинівка (притока Горині)
Кали́нівка (МФА: [kɐˈɫɪɲiu̯kɐ] ( прослухати)) — річка в Україні, в межах Шепетівського та Хмельницького районів Хмельницької області. Права притока Горині (басейн Дніпра).

## Опис
Довжина 18 км. Площа водозбірного басейну 72,3 км². Річкова долина широка і неглибока, місцями заболочена. Споруджено кілька ставків, у пониззі меліоративні канали.

## Розташування
Калинівка бере початок при південній околиці села Святець. Тече переважно на північний схід, місцями на північ. Впадає до Горині між селом Воробіївка та смт Ямпіль. 
Над річкою розташовані села: Святець, Довгалівка, Москалівка і Воробіївка.